# Johan Fredebern
Johan Fredebern, egentligen Vredbern, även Hans skrivare, Hans djäken, var en svensk väpnare, i källorna från 1438 betecknad som "rikets skrivare". Han nämns som levande 1421–44. År 1449 omtalas hans hustru Kristin Sonadotter som änka.
Fredebern var av tyskt ursprung. Hans släkt Ketelhodt härstammade från Mansfeld i Harz varifrån den flyttade till Mecklenburg, där dess äldsta kände medlem, riddaren Vredebern är nämnd 1230–34. Till Sverige kom släkten under Albrekt av Mecklenburgs regeringstid.
Om Fredeberns barndom och uppväxt vet man inget. Första gången han omnämns i källorna är då han 1421 blev invald i S:ta Gertruds gille i Stockholm. Han anslöt sig tidigt till Karl Knutsson (Bonde) och blev dennes ämbetsman i Finland 1440. Bevarade dokument kan också tolkas som att han var Korsholms fogde i Österbotten vid denna tidpunkt. Då hade han redan fullbordat sitt arbete med Engelbrektskrönikan, vilken senare inarbetades i Karlskrönikan. Den sistnämnda är sannolikt också till största delen författad av Fredebern, på uppdrag av Karl Knutsson. 
Fredebern var sannolikt hemmahörande i Stockholmstrakten. Hans sätesgård var Körunda i Ösmo socken på Södertörn och han ägde dessutom ett stenhus vid Söderport i Stockholm. Av Fredeberns texter kan man dra slutsatsen att Stockholmsfogden Hans Kröpelin d.ä. var en god vän till honom. Gift senast 1435 med Kristina, dotter till väpnaren Sune Hansson Pampe och dennes hustru Cecilia Ingemundsdotter (Svepnäsätten). Kristina förde som sin far i sitt vapen tre musselskal uppåtvända. Barn i nämnda äktenskap: Margareta, nämnd 1462, var 1494 änka efter Olof (Eriksson) Finne, borgare i Stockholm. Kristina gifter efter Johans död om sig med Torsten Nilsson (Skiringeätten, tre spetsar).